# Anania fuscalis
Algedonia fuscalis − gatunek ćmy z rodziny wachlarzykowatych, występujący w Europie, również w Polsce.
Rozpiętość skrzydeł tego gatunku waha się 20–26 mm. W zależności od miejsca występowania motyle te latają w okresie od maja do lipca. Larwy żerują na: szelężniku mniejszym, pszeńcu zwyczajnym, nawłoci, pokrzywach, groszku i gnidoszu.